# Okieriete Onaodowan
Okieriete Onaodowan (* 16. August 1987 in Newark) ist ein US-amerikanischer Theater- und Filmschauspieler und Sänger.

## Leben
Okieriete Onaodowan wurde in Newark geboren. Seine Eltern stammen aus Nigeria. Gemeinsam mit seinen fünf Schwestern wuchs er in West Orange auf und besuchte die Gregory Elementary School und die Roosevelt Middle School sowie die West Orange High School. Im Jahr 2005 machte er seinen Abschluss. Während des Besuchs der High School begann er mit dem New Jersey Youth Theatre aufzutreten. Nach der High School sprach Onaodowan an der Mason Gross School of the Arts an der Rutgers University vor und wurde angenommen.
Er erhielt Rollen in Rocky the Musical und Cyrano de Bergerac am Broadway und war Mitglied des Ensembles der ersten Tournee von American Idiot. Hiernach war er in der Titelrolle in JC Lees Luce zu sehen. Im Musical Hamilton war er in den Rollen von James Madison und Hercules Mulligan am Broadway zu sehen und wurde gemeinsam mit dem Ensemble mit einem Grammy Award ausgezeichnet. 2015 erschien eine Aufnahme des Musicals. Mehrere Lieder mit Onaodowans Beteiligung wurden in den USA mit Platin- und Goldenen Schallplatten ausgezeichnet.
Ab Juli 2017 war er in der Rolle von Pierre im Off-Broadway-Musical Natasha, Pierre & The Great Comet of 1812 zu sehen und ersetzte damit den ausgeschiedenen Josh Groban. Ab März 2018 bis zu seinem Ausstieg im November 2021 spielte er die Rolle des Feuerwehrmannes Dean Miller in der Fernsehserie Seattle Firefighters – Die jungen Helden. Für die letzte Folge der Serie kehrte er 2024 noch einmal zurück. In deren Mutterserie Grey’s Anatomy war er in derselben Rolle in einigen Gastauftritten zu sehen.

## Filmografie (Auswahl)
- 2012: Thanks for Sharing – Süchtig nach Sex (Thanks for Sharing)
- 2014, 2024: Blue Bloods – Crime Scene New York (Blue Bloods, Fernsehserie, 2 Folgen, verschiedene Rollen)
- 2017: Person to Person
- 2017: The Super
- 2018–2021: Grey’s Anatomy: Die jungen Ärzte (Grey’s Anatomy, Fernsehserie, 5 Folgen)
- 2018–2024: Station 19 (Fernsehserie, 65 Folgen)
- 2020: A Quiet Place 2 (A Quiet Place: Part II)
- 2020: Hamilton
- 2023: Tom Clancy’s Jack Ryan (Fernsehserie, 6 Folgen)
- 2023: Amerikanische Fiktion (American Fiction)
- 2023: Scavengers Reign (Fernsehserie, Folge 1x01)
- 2024: Law & Order (Fernsehserie, Folge 24x05)

## Bühnenengagements
- Rocky the Musical
- Cyrano de Bergera
- Luce
- Hamilton
- Natasha, Pierre & The Great Comet of 1812

## Auszeichnungen
Grammy Award
- 2016: Auszeichnung in der Kategorie Best Musical Theater Album (als Mitglied des Ensembles von Hamilton)[3]